# Ascarat
Ascarat är en kommun i departementet Pyrénées-Atlantiques i regionen Nouvelle-Aquitaine i sydvästra Frankrike. Kommunen ligger i kantonen Saint-Étienne-de-Baïgorry som tillhör arrondissementet Bayonne. År 2022 hade Ascarat 344 invånare.
På baskiska heter orten Azkarate.

## Befolkningsutveckling
Antalet invånare i kommunen Ascarat
| Referens: INSEE |